# Etel Adnan
Etel Adnan (àrab: إيتيل عدنان, Ītīl ʿAdnān) (Beirut, Líban francès, 24 de febrer de 1925 - París, 14 de novembre de 2021) va ser una poeta, assagista i artista visual libanoestatunidenca que va escriure en àrab, francès i anglès. Va passar bona part de la seva vida estudiant i ensenyant filosofia a França i a Califòrnia (EUA).
A més de les seves obres literàries, Adnan era una artista multidisciplinària que va explorar diverses tècniques, com ara la pintura a l'oli el dibuix, el gravat, el tapís, la ceràmica i el cinema. Les seves obres han estat exposades en diversos museus i galeries del món. Té obra en col·leccions privades i també en el Museu Reial de Jordània, el Museu d'Art Modern de Tunis, el Museu Sursock de Beirut, l'Institut del Món Àrab de París, el Museu Britànic a Londres, la World Bank Collection i el Museu Nacional de Dones Artistes, ambdós a Washington DC, i es poden trobar els seus tapissos tant en llocs públics com en col·leccions privades per tot el món.

## Biografia
La mare d'Adnan era una grega cristiana d'Esmirna (a l'actual Turquia) i el seu pare era un oficial musulmà sirià de baix rang. Tot i que va créixer parlant grec i turc en una societat principalment de parla àrab, es va educar en escoles conventuals franceses i el francès es va convertir en la llengua en què va escriure la seva primera obra.
Als 24 anys va viatjar a França, on es va llicenciar en filosofia per la Universitat de París. Posteriorment es va traslladar als Estats Units, on va continuar els estudis de postgrau a la Universitat de Califòrnia a Berkeley i a la Universitat Harvard, i entre el 1952 i el 1978 va ensenyar filosofia de l'art a la Universitat Dominicana de Califòrnia, a San Rafael.
Després de diversos viatges al Marroc, Tunísia, Jordània i Síria, va abandonar la seva tasca universitària i va decidir anar a viure a Beirut el 1972. Allà va treballar com a periodista i redactora cultural a Al-Safa, un diari en francès, en el qual també va ajudar a construir la secció cultural del diari, aportant ocasionalment dibuixos i il·lustracions. La seva feina a Al-Safa va ser notable, principalment per a les seves editorials de primera pàgina, comentant les qüestions polítiques importants del dia. Posteriorment va treballar també com a editora cultural a L'Orient le Jour, i va romandre al Líban fins al 1976.
El 1977 es va instal·lar definitivament a Sausalito, tot i que també passava llargues temporades a París. Aquell mateix any es publicà la seva novel·la Sitt Marie-Rose, enormement influent, i des d'aleshores traduïda a més de deu idiomes. A finals de la dècada del 1970, Adnan va escriure textos per a dos documentals sobre la guerra civil libanesa, que es van poder veure a tot Europa i al Japó.
Durant els darrers anys, Adnan va començar a identificar-se obertament com a lesbiana. Vivia entre Sausalito (Califòrnia) i París, on residia amb la seva parella, la pintora Simone Fattal.

## Expressió personal i creativa: arts visuals, escriptura i idiomes
La seva obra reflecteix una relació sensible i dinàmica amb el món, tot explorant qüestions de paisatge, abstracció, color, escriptura, memòria i història. La creativitat artística i literària de l'artista traspassa els límits lingüístics, culturals i geogràfics. Les diferents formes d'expressió d'Adnan representen facetes de la seva identitat, que ella veu com un procés en canvi constant.
Canvia lliurement entre cultures i llengües, i aquesta diversitat és la que caracteritza l'obra literària d'Adnan i li confereix un estil inimitable. Mai no s'ha cansat de subratllar la influència d'aquests idiomes en la seva obra. En l'assaig To Write in a Foreign Language (literalment, 'Escriure en una llengua estrangera', de 1996) reprodueix amb detall els seus records d'infantesa, perquè "els idiomes comencen a casa"; en les seves descripcions, la juxtaposició i la mescla de les cultures lingüístiques del període post-otomà, en què va créixer, condueix als últims rastres d'un món multilingüe, gairebé utòpic. La Segona Guerra Mundial augmentà la presència de diferents cultures i idiomes al Líban, i Beirut es tornà més internacional i cosmopolita, als ulls d'Adnan. Sota la influència de les tropes britàniques, la ciutat es convertí en trilingüe i incloïa, segons Adnan, "tres cultures, tres estils de vida, tres opcions intel·lectuals", la qual cosa li semblava apassionant. És llavors quan escrigué el seu primer poema "Le Livre de la mer", en francès.
Adnan va fer la seva incursió a la pintura durant la dècada del 1950, i va començar a pintar amb més vigor durant la guerra d'Algèria com una forma de resistència creativa a les implicacions colonials de l'escriptura i la publicació en francès. Trobava que no podia escriure lliurement en un llenguatge que la confrontés amb un conflicte profund, i va traslladar aquest conflicte del llenguatge a l'expressió, cercant una sortida en les arts visuals. Va seguir publicant en anglès, i durant la major part de la seva vida va ser considerada com a poeta i assagista, però passarien dècades abans que el món de l'art no la reconegués com a artista visual i valorés els seus petits paisatges de tonalitats pastel, que representen el seu Líban natal i Califòrnia, la seva terra d'acollida. Les seves primeres obres abstractes les va fer amb una espàtula per a aplicar directament pintura a l'oli sobre el llenç (sovint directament des del tub) en ferms moviments que creuaven la superfície de la imatge. El focus de les seves composicions sovint era un quadrat vermell, i l'artista sempre estigué interessada en la "immediata bellesa del color".
La guerra del Vietnam fou crucial per al seu posterior treball, i Adnan tornà a la llengua per escriure contra la guerra, aquesta vegada en anglès. A la dècada del 1960 va començar a integrar la cal·ligrafia àrab en les seves obres d'art i en els seus llibres, com ara Livres d'artistes. Recordava haver estat asseguda durant hores copiant paraules d'un llibre de gramàtica àrab sense intentar entendre el significat de les paraules. El seu art està molt influenciat per artistes primerencs hurufiyya, com l'artista iraquià Jawad Saleem, l'escriptor i artista palestí Jabra Ibrahim Jabra, i el pintor iraquià Shakir Hassan al Said, que van rebutjar l'estètica occidental i van adoptar una nova forma d'art que era alhora moderna i que feia referència a la cultura, mitjans i tècniques tradicionals.
La guerra civil libanesa va dur-la el 1975 a escriure L'Apocalypse arabe (publicada el 1980 mentre vivia a París), on va utilitzar una original combinació de diferents elements: paraules substituïdes per dibuixos, línies senceres formades per punts, fletxes o rectangles negres, per tal d'expressar una realitat més enllà de les paraules. A mesura que la guerra s'intensificava va escriure Sitt Marie Rose (1978), una de les primeres novel·les que descrivien aquesta guerra des de dins i un clàssic de la literatura de l'Orient Pròxim.
Mentre es trobava a Califòrnia a la dècada del 1980, el mont Tamalpais al nord de San Francisco va ser una font important d'inspiració per a ella. Adnan comparava la seva interpretació artística de la muntanya amb l'observació precisa de la natura de Paul Cézanne i la seva obsessió per la muntanya Sainte-Victoire. Al llarg de més de 35 anys, l'artista ha produït nombroses obres que mostren la muntanya en diferents colors, il·luminació, estacions i moments del dia mentre es dirigia cap a representacions més abstractes. La rectitud de la seva expressió artística ens permet experimentar paisatges de la ment en què es dona forma visual al seu llenguatge poètic.
La pintura d'Adnan està formada per petits paisatges fets amb formes molt simplificades que voregen l'abstracció i grans tintes planes i de colors vius aplicades amb una espàtula. Tot i que no ha inclòs mai la figura humana en les seves obres, l'artista ha destacat que "Aquestes muntanyes i mars són la nostra altra cara, la que és més duradora i constant".
Inspirada pels leporellos japonesos, Adnan també ha pintat els diferents paisatges que ha vist durant els seus viatges i pels llocs on ha viscut (Nova York, Beirut, San Francisco i París) en pantalles plegables que es poden "estendre en l'espai com dibuixos independents", creant un llarg fris. Aquests llibres plegats com un acordió de paper japonès contenen poemes il·lustrats escrits a mà per poetes àrabs moderns, i han ocupat una posició especial dins la seva obra des del 1964. Barrejant ocasionalment formes abstractes i escrites, aquarel·les i tinta en aquest format original, ha aconseguit alliberar tant text com imatge del seu habitual confinament.
L'any 2012 va tenir lloc un fet que va permetre que la bellesa de les teles compactes i vibrants d'Adnan es veiés clarament. Es van exhibir una sèrie de pintures abstractes de colors vius de l'artista com a part del certamen documenta 13 a Kassel (Alemanya). Aquest va dedicar una sala a les seves obres, i a la mostra ràpidament van seguir altres exposicions, fins i tot una invitació a la Biennal Whitney de 2014. El 2018, tant el Museu d'Art Contemporani de Massachusetts com el Museu d'Art Modern de San Francisco van presentar exposicions en solitari de la seva obra.
El 2018 es va publicar Etel Adnan, una biografia de l'artista escrita per Kaelen Wilson-Goldie, i que investiga l'obra d'Adan com a xaman i activista.

## Exposicions
L'any 2012 l'exhibició alemanya documenta 13, a Kassel, va dedicar una sala a exposar una sèrie de pintures abstractes de l'artista com a part del certamen. Va ser a partir d'aquest moment que la seva pintura va obtenir una atenció seriosa; fins llavors, Adnan només havia estat reconeguda per la seva tasca com a poeta i escriptora compromesa políticament. L'exposició posava el punt de mira sobre la poderosa obra d'Adnan, en la qual la creació literària i la pràctica pictòrica es fan indissociables. En la seva obra, aquests dos mètodes d'expressió són fruit d'un únic llenguatge artístic.
El 2014 el Museu Whitney d'Art Americà va exposar una col·lecció de pintures i tapissos de l'artista com a part de la Biennal de Whitney.
Aquell mateix any, la retrospectiva d'Adnan al Mathaf, el museu àrab d'art modern de Doha (Qatar), titulada "Etel Adnan in All Her Dimensions", va incloure onze dimensions de la pràctica d'Adnan: les seves primeres obres, la seva literatura, els seus tapissos, i altres. L'exhibició es va inaugurar el març, acompanyada d'un catàleg de 580 pàgines de la seva obra; aquest catàleg va ser dissenyat per l'artista Ala Younis en àrab i anglès, i va incloure aportacions de text de Simone Fattal, Daniel Birnbaum, Kaelen Wilson-Goldie, així com sis entrevistes a Hans-Ulrich Obrist, el comissari de l'exposició.
El novembre de 2014 es va inaugurar Etel Adnan. Writing Mountains al Museum der Moderne a Salzburg (Àustria). L'exposició abastava el treball d'Adnan des de la dècada del 1960 fins a aquell moment, i comptava amb pintures, treballs en paper, tapissos i pel·lícules, així com gravacions d'àudio i una tria de la seva obra literària publicada en nombrosos idiomes.
El 2015, el Museu Irlandès d'Art Modern (IMMA) li va dedicar una exposició en solitari amb 30 de les seves obres, barrejant pintures a l'oli de paisatges de Califòrnia i la mar Mediterrània amb delicats leporellos, on es registren les transcripcions dels seus poemes en paisatges urbans desplegats, fusionant les pràctiques paral·leles d'Adnan com a artista i escriptora. La mostra també comptava amb una selecció de les seves publicacions, des de Sitt Marie-Rose (1978) a To Look At The Sea Is To Become What One Is (2014), i amb dues pel·lícules seves, Motion (2012) i I See Infinite Distance Between Any Point and Another (2012), ambdues exploracions meditatives de la natura i de la nostra presència en ella.
El 2017, l'obra d'Adnan es va incloure a "Making Space: Women Artists and Postwar Abstraction", una exposició col·lectiva organitzada pel Museu d'Art Modern de Nova York, que va reunir artistes destacades entre les quals hi havia Ruth Asawa, Gertrudes Altschul, Anni Albers, Magdalena Abakanowicz, Lygia Clark i Lygia Pape.
L'any 2018, el MASS MoCA (Massachusetts Museum of Contemporary Art) va acollir una retrospectiva de l'artista, titulada "A yellow sun A green sun a yellow sun A red sun a blue sun", que incloïa una selecció de pintures a l'oli i tinta, així com una sala de lectura amb la seva obra escrita. L'exposició va explorar com l'experiència de llegir poesia es diferencia de l'experiència de mirar un quadre.
El juny de 2019 es va inaugurar l'exposició Etel Adnan et les modernes al Museu d'Art Modern Gran Duc Joan de Luxemburg, organitzada conjuntament amb el Zentrum Paul Klee de Berna (Suïssa), i que recollia un ampli espectre de la seva obra a partir de la dècada del 1960, exhibides en dues sales separades. Les pintures, treballs sobre paper i tapissos d'Adnan es mostraven junts en un diàleg amb l'obra d'artistes modernistes i contemporanis, aportant llum a la seva obra polifacètica.
En el moment de la seva mort, la seva obra s'exposava en una mostra al Museu Guggenheim de Nova York, en l'exposició anomenada Etel Adnan: Light's New Measure, i al Centre de Creació Contemporània d'Andalusia, C3A, de Còrdova, en la primera ocasió de veure la seva obra en territori espanyol.

## Obra literària
A més de la seva obra artística, ha publicat diverses col·leccions de poesia, una novel·la, relats curts, obres de teatre i assajos. Segons la llengua en què va ser escrita:

### En anglès
- From A to Z Poetry (1982)
- The Indian Never Had a Horse and Other Poems (1985)
- Journey to Mount Tamalpais: An Essay (1985)
- The Arab Apocalypse (1989)
- The Spring Flowers Own and the Manifestations of the Voyage (1990)
- Paris, When It's Naked (1993)
- Of Cities and Women, Letters to Fawwaz (1993)
- To Write in a Foreign Language (1996)
- There: In the Light and the Darkness of the Self and of the Other (1997)
- In/somnia (2002)
- In the Heart of the Heart of Another Country (2005)
- Seasons (2008)
- Master of the Eclipse (2009)
- Premonition, Kelsey Street Press (2014) ISBN 978-0-932716-82-8
- Life is a Weaving, Galerie Lelong (2016) ISBN 978-2-868821-23-2

### En àrab
- الست ماري روز, As-sitt Mārī Rūz, La senyora Marie Rose. Beirut: Al-Muàssassa al-Arabiyya li-d-Dirassa wa-an-Naixr, 1979
- Kitāb al-baḥr; kitāb al-layālī; kitāb al-mawt; kitāb an-nihaya, Llibre del mar; llibre de les nits; llibre de la mort; llibre del final, amb Abid Azarih. Beirut: Dar Amwaj, 1994
- ʿAn mudun wa-nisāʾ: rasāʾil lī Fawwaz, De ciutats i dones: cartes a Fawwaz. Beirut: Dar al-Hihar, 1998
- As-sitt Mārī Rūz: riwāya, La senyora Marie Rose: conte, amb Jirum Shahin i Firyal Jabburi Ghazul. El Caire: Al-Haya al-Amma li-Qussur ath-Thaqafa, 2000

### En francès
- Jbu: Suivi de l'Express Beyrouth enfer. Paris: P.J. Oswald, 1973
- Sitt Marie Rose. Paris: Des Femmes, 1978
- L'apocalypse arabe. Paris: Papyrus Éditions, 1980
- Rachid Korachi: Ecriture passion, amb Rachid Korachi i Jamel-Eddine Bencheikh. Alger: Galerie Mhamed Issiakhem, 1988
- Ce ciel qui n'est pas. Paris: L'Harmattan, 1997
- Prémonition, Galerie Lelong, 2015
- Le Prix que nous ne voulons pas payer pour l'amour, Galerie Lelong, 2015
- A propos de la fin de l'Empire Ottoman, Galerie Lelong, 2015
- La vie est un tissage, Galerie Lelong, 2016 ISBN 978-2-868821-21-8

## Guardons i reconeixement
- 1977: Premi France-Pays Arabes per la seva novel·la Sitt Marie Rose.[10]
- 2010: Premi Arab American Book per Master of the Eclipse.[34]
- 2013: Premi California Book de poesia per la seva col·lecció Sea and Fog.[35]
- 2013: Premi Literari Lambda.[36]
- 2014: Nomenada Chevalier des Arts et des Lettres pel govern francès.[37]

L'any 2003 va ser anomenada «probablement l'autora àrab estatunidenca més reconeguda i exitosa» per la revista acadèmica MELUS: Multi-Ethnic Literature of the United States. També té el RAWI Lifetime Achievement Award del Radius of Arab-American Writers.

### Crítica literària
- Amireh, Amal; "Bearing Witness: The Politics of Form in Etel Adnan's Sitt Marie Rose." Critique: Critical Middle Eastern Studies, 2005 Fall; 14 (3): 251-63. (journal article)
- Amyuni, Mona Takieddine. "Etel Adnan & Huda Barakat: De-Centered Perspectives, Subversive Voices." IN: Poetry's Voice-Society's Norms: Forms of Interaction between Middle Eastern Writers and Their Societies. Ed. Andreas Pflitsch and Barbara Winckler. Wiesbaden, Germany: Reichert; 2006. pp. 211–21
- Cassidy, Madeline. "'Love Is a Supreme Violence': The Deconstruction of Gendered Space in Etel Adnan's Sitt Marie Rose." IN: Violence, Silence, and Anger: Women's Writing as Transgression. Ed. Deirdre Lashgari. Charlottesville: UP of Virginia; 1995. pp. 282–90
- Champagne, John G. "Among Good Christian Peoples: Teaching Etel Adnan's Sitt Marie Rose." College Literature, 2000 Fall; 27 (3): 47-70.
- Fernea, Elizabeth. "The Case of Sitt Marie Rose: An Ethnographic Novel from the Modern Middle East." IN: Literature and Anthropology. Ed. Philip Dennis and Wendell Aycock. Lubbock: Texas Tech UP; 1989. pp. 153–164
- Foster, Thomas. "Circles of Oppression, Circles of Repression: Etel Adnan's Sitt Marie Rose." PMLA: Publications of the Modern Language Association of America, 1995 Jan; 110 (1): 59-74.
- Ghandour, Sabah. "Gender, Postcolonial Subject, and the Lebanese Civil War in Sitt Marie Rose." IN: The Postcolonial Crescent: Islam's Impact on Contemporary Literature. Ed. John C. Hawley. New York, NY: Peter Lang; 1998. pp. 155–65
- Hajjar, Jacqueline A. "Death, Gangrene of the Soul, in Sitt Marie Rose by Etel Adnan." Revue Celfan/Celfan Review, 1988 May; 7 (3): 27-33.
- Hartman, Michelle. "'This Sweet/Sweet Music': Jazz, Sam Cooke, and Reading Arab American Literary Identities." MELUS: The Journal of the Society for the Study of the Multi-Ethnic Literature of the United States, 2006 Winter; 31 (4): 145-65.
- Karnoub, Elisabeth. "'Une Humanité qui ne cesse de crucifier le Christ': Réécriture du sacrifice christique dans Sitt Marie Rose d'Etel Adnan." IN: Victims and Victimization in French and Francophone Literature. Ed. Buford Norman. Amsterdam, Netherlands: Rodopi; 2005. pp. 59–71
- Kilpatrick, Hilary. "Interview with Etel Adnan (Lebanon)." IN: Unheard Words: Women and Literature in Africa, the Arab World, Asia, the Caribbean and Latin America. Ed. Mineke Schipper. Trans. Barbara Potter Fasting. London: Allison & Busby; 1985. pp. 114–120
- Layoun, Mary N. "Translation, Cultural Transgression and Tribute, and Leaden Feet." IN: Between Languages and Cultures: Translation and Cross-Cultural Texts. Ed. Anuradha Dingwaney and Carol Maier. Pittsburgh, PA: U of Pittsburgh P; 1995. pp. 267–89
- Majaj, Lisa Suhair. "Voice, Representation and Resistance: Etel Adnan's Sitt Marie Rose." Intersections: Gender, Nation and Community in Arab Women's Novels. Ed. Lisa Suhair Majaj, Paula W. Sunderman and Therese Saliba. Syracuse, NY: Syracuse Univ. Press, 2002. 200-230.
- Majaj, Lisa Suhair and Amal Amireh. Etel Adnan: Critical Essays on the Arab-American Writer and Artist. Jefferson, North Carolina: McFarland and Co, 2002.
- Marie, Elisabeth Anne. Sacrifice, sacrifiée, sacrificatrice: L'étrange triptyque: Sacrifices au féminin dans trois romans francophones libanais. Dissertation Abstracts International, Section A: The Humanities and Social Sciences, 2003 May; 63 (11): 3961. U of North Carolina, Chapel Hill, 2002.
- Mejcher-Atassi, Sonja. "Breaking the Silence: Etel Adnan's Sitt Marie Rose and The Arab Apocalypse." IN: Poetry's Voice-Society's Norms: Forms of Interaction between Middle Eastern Writers and Their Societies. Ed. Andreas Pflitsch and Barbara Winckler. Wiesbaden, Germany: Reichert; 2006. pp. 201–10
- Mustafa, Daliya Sa'id (translator). "Al-Kitabah bi-lughah ajnabiyyah." Alif: Journal of Comparative Poetics, 2000; 20: 133-43 (Arabic section); 300-01 (English section).
- Muzaffar, May. "Iytil 'Adnan: Qarinat al-nur wa-al-ma'." Arabi, 2007 Feb; 579: 64-68.
- Obank, Margaret. "Private Syntheses and Multiple Identities." Banipal: Magazine of Modern Arab Literature, 1998 June; 2: 59-61.
- Shoaib, Mahwash. "Surpassing Borders and 'Folded Maps': Etel Adnan's Location in There." Studies in the Humanities, 2003 June-Dec; 30 (1-2): 21-28.
- "Vitamin P3." Phaidon Press, 2017. ISBN 978-0-7148-7145-5
- Willis, Mary-Angela. "Francophone Literature of the Middle East by Women: Breaking the Walls of Silence." IN: Francophone Post-Colonial Cultures: Critical Essays. Ed. Kamal Salhi. Lanham, MD: Lexington; 2003. pp. 64–74
- Willis, Mary-Angela. La Guerre démasquée à travers la voix féminine dans Sitt Marie Rose d'Etel Adnan et Coquelicot du massacre d'Evelyne Accad. Dissertation Abstracts International, Section A: The Humanities and Social Sciences, 2002 Mar; 62 (9): 3061. U of Alabama, 2001.